# Corredor de Tin Bigha

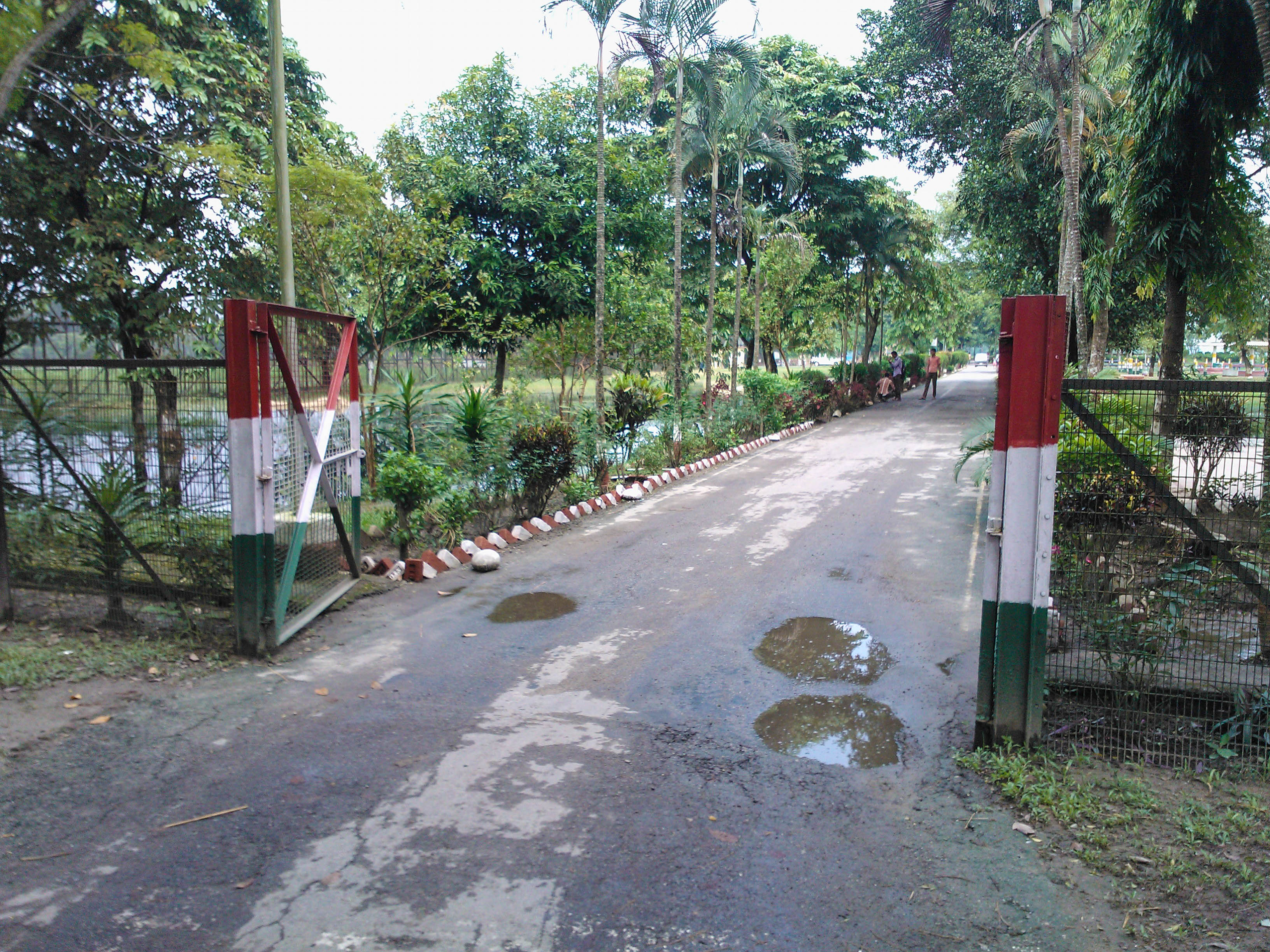
Entrada del corredor de Lata Bigha desde Bangladés.

El corredor de Tin Bigha (en bengalí: তিনবিঘা করিডর) es una franja terrestre situada en la zona más estrecha del estado de Bengala Occidental, al oeste de la India. Desde septiembre de 2011 le fue arrendada a Bangladés para que pueda acceder a los enclaves de Dahagram–Angarpota. Se encuentra en la ciudad de Patagram. Su nombre significa 'tres bigha', siendo esta una unidad de área que va de 1.500 a 6.771 metros cuadrados.

## Historia

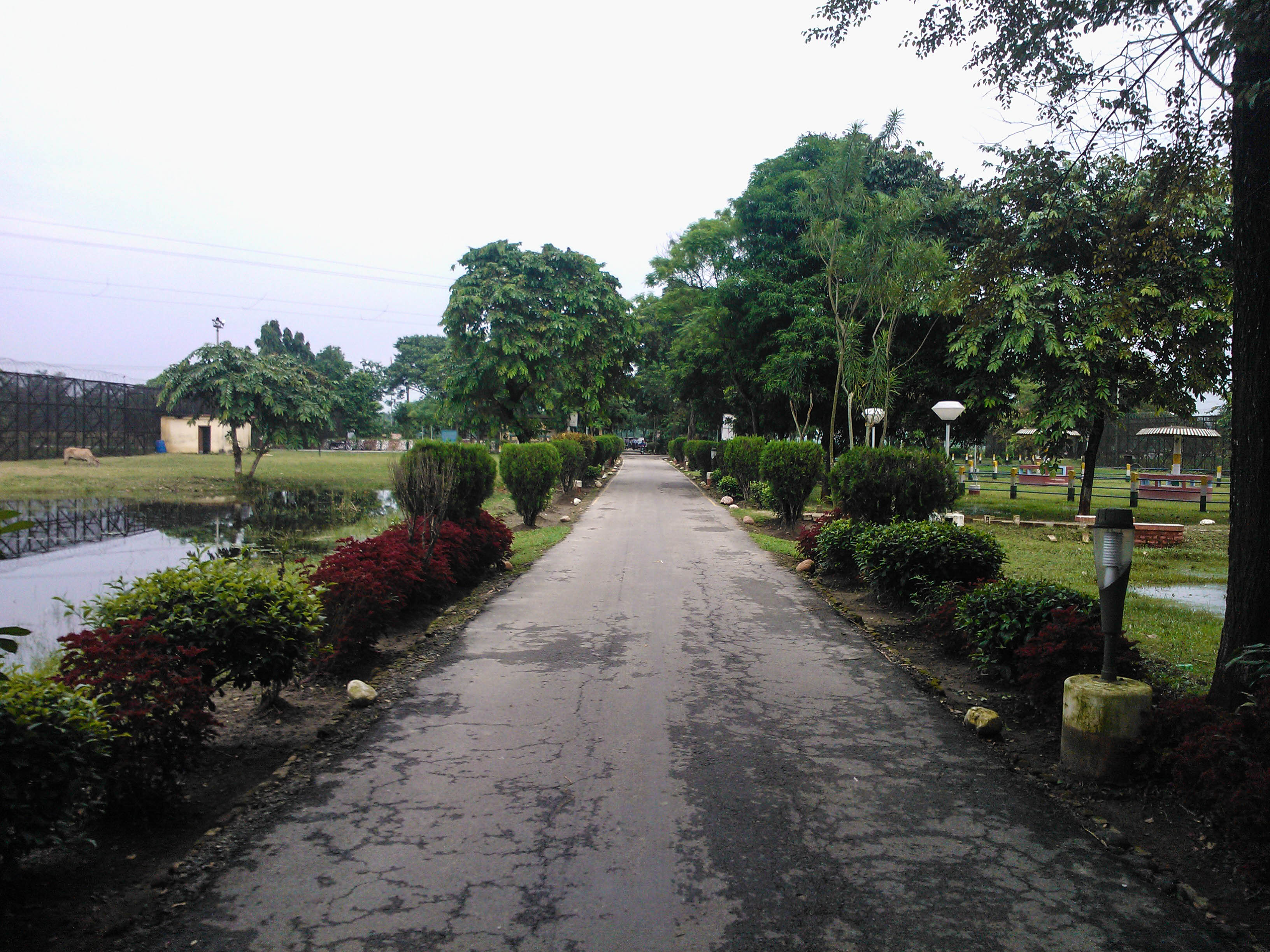
La carretera que conecta el enclave de Dahgram-Angarpota con el resto de Bangladés.

Según el tratado Gandhi-Sheikh Mujibur Rahman de 1974, este enclave debía ser intercambiado por enclaves indios en suelo bangladesí. En efecto, el gobierno de Daca le entregó al de Nueva Delhi la soberanía del enclave de Berubari. Sin embargo, India no entregó la de Dahagram–Angarpota por razones políticas.
Tras muchas protestas de Bangladés, India propuesto arrendar durante un cierto lapso corredor de Tin Bigha. South Berubari, sin embargo, siguió en manos indias.
El corredor fue inaugurado el 19 de octubre de 2011 por el primer ministro de Bangladés Sheikh Hasina.